# La Garde noire
Pour les articles homonymes, voir The Black Watch (homonymie).
Pour plus de détails, voir Fiche technique et Distribution.
La Garde noire (The Black Watch)  est un film américain en noir et blanc réalisé par John Ford, sorti en 1929.
Ce film a fait l'objet d'un remake en 1954 : Capitaine King, avec Tyrone Power.

## Synopsis
Le capitaine de l'armée britannique Donald King part en Inde alors que son régiment, la Garde noire, est appelé en France au début de la Première Guerre mondiale. Ses camarades le prennent alors pour un lâche. En réalité, il est en mission secrète dans cette région. Il va trouver de l'aide auprès de Yasmani, une jeune femme que des tribus locales considèrent comme une déesse, mais celle-ci risque de le payer de sa vie.

## Fiche technique
- Titre français : La Garde noire
- Titre original : The Black Watch
- Titre britannique : King of the Khyber Rifles
- Réalisation : John Ford
- Scénario : John Stone d'après le roman  de Talbot Mundy : King of the Khyber Rifles (1916)
- Dialogues : James Kevin McGuinness
- Décors : William S. Darling
- Photographie : Joseph H. August
- Son : W.W. Lindsay Jr., Willard Starr
- Musique : William Kernell
- Montage : Alex Troffey
- Production : Winfield R. Sheehan
- Société de production : Fox Film Corporation
- Société de distribution :
  - États-Unis : Fox Film Corporation
  - France : Oy Films
- Pays de production :  États-Unis
- Langue originale : anglais
- Format : noir et blanc — 35 mm — 1,20:1 — son : mono (Western Electric Movietone sound-on-film)
- Genre : aventure, historique, espionnage
- Durée : 93 min
- Dates de sortie : 
  - États-Unis : 8 mai 1929 (première à New York et Los Angeles)
  - France : 1931

## Distribution
- Victor McLaglen : capitaine Donald Gordon King
- Myrna Loy : Yasmani
- David Rollins : lieutenant Malcolm King
- Lumsden Hare : le colonel du Black Watch
- Roy D'Arcy :  Rewa Ghunga
- Mitchell Lewis : Mohammed Khan
- Cyril Chadwick : le major Twynes
- Claude King : le général
- Francis Ford : le major MacGregor
- Walter Long : Harrim Bey
- David Torrence : le maréchal
- Frederick Sullivan : l'aide de camp du Général
- Richard Travers : l'adjudant
- Pat Somerset : O'Connor, l'officier du Black Watch
- David Percy : un officier du Black Watch
- Joseph Diskay : le muezzin
- Joyzelle Joyner : la danseuse
- Randolph Scott : un soldat du 42nd Highlanders
- John Wayne : un soldat du 42nd Highlanders
- Tom London : un soldat du 42nd Highlanders

## Autour du film
- C'est le deuxième film parlant de John Ford, après Napoleon's Barber (1928).
- Un jeune John Wayne de 21 ans apparaît dans le film comme figurant (non crédité au générique) ; il a également travaillé dans le département des arts et des costumes du film[1].
- La chanson du film Flower of Delight, sur une musique de William Kernell, avec des paroles de Harlan Thompson.